# Klinte Sø
55°56′30.75″N 11°35′34.57″Ø / 55.9418750°N 11.5929361°Ø
Klinte Sø, nogle gange skrevet Klintsø, var en 255 hektar stor sø i Odsherred nær Nyrup, som i 1800-tallet blev tørlagt og lavet om til agerjord.
Søen tilhørte Odsherreds Krongods indtil den blev solgt på en auktion i 1856 til en investor fra København som hed Jürgensen for 25.600 rigsdaler (svarende til 3,1 mio. kr. i 2013). Derefter begyndte man en at tømme søen for vand med en dampdrevet pumpe. Polyteknisk Læreanstalt beregnede at der skulle udpumpes  25.592.000 kubikfod vand (725 mio. liter) for at tørlægge søen. I 1860 var vandstanden sænket med to fod (63 cm) og de første tørlagte arealer blev udlagt med raps.
På et tidspunkt blev dampmaskinen som drev pumpen suppleret med en vindmølle, men søbunden var for våd til at få en god kornafgrøde, så arealet blev mest brugt til høslæt i de første årtier. I 1908 blev dampmaskine og vindmølle udskiftet med en ny pumpe drevet af en dieselmotor fra Burmeister & Wain, og dyrkningen blev derefter intensiveret. Søen holdes stadig tørlagt ved pumpning af vand. Den laveste del af søbunden ligger i kote -2,8 m under havet.

## Beskrivelse af søen
Klinte Sø er beskrevet i "J.H. Larsen: Holbeks Amt, topographisk beskrevet. Ods- og Skippings-herrederne. Bind 1. Kjøbenhavn 1832." som næsten kredsrund med lave, sandede, sumpede, stenede og grusede bredder. Bunden var leret, stenet og mudret. Søen var 2-6 alen dyb (ca. 1-4 m), rig på fisk, især ål og begroet med siv.